# André Maurois
André Maurois, właśc. Émile Herzog (ur. 26 lipca 1885 w Elbeuf w Normandii, zm. 9 października 1967 w Neuilly-sur-Seine) – francuski pisarz, autor biografii, powieści psychologiczno-obyczajowych, prac historycznych, esejów i pamiętników.
„André Maurois” to pseudonim, który stał się oficjalnym nazwiskiem pisarza w 1947.

## Życiorys
W czasie I wojny światowej zaciągnął się do armii, gdzie służył jako oficer łącznikowy. Jego pierwszym wydanym utworem było Milczenie pułkownika Bramble (Les silences du colonel Bramble) – krótkie opowiadania pełne dialogów filozoficznych, dla których tłem jest wojna.
W 1938 r. André Maurois został członkiem Akademii Francuskiej (fotel 26). Podczas II wojny światowej służył w armii francuskiej.
Przewodniczył obradom jury konkursu głównego na 4. (1951) i 10. MFF w Cannes (1957). Zasiadał również w jury na 18. (1965) i 19. MFF w Cannes (1966). 
Odznaczony Krzyżem Wielkim Legii Honorowej i Orderem Sztuki i Literatury w klasie Komandora.
Zmarł w 1967. Pochowany został na cmentarzu komunalnym Neuilly-sur-Seine niedaleko Paryża.

## Lista dzieł

### Biografie pisarzy
- Ariel (1923) – o życiu i pracach Percy’ego Shelleya
- Disraeli (1927) – o życiu Beniamina Disraeliego
- Don Juan (1930) – o Byronie
- Tourgeniev (1931) – o Turgieniewie
- Voltaire (1935) – o Wolterze
- René ou la Vie de Châteaubriand (1938) – o Chateaubriandzie
- À la recherche de Marcel Proust (1949) – o Prouście
- Lelia, albo życie George Sand (1952) – o pisarce George Sand
- Olimpio, czyli życie Wiktora Hugo (1954) – o Victorze Hugo
- Trzej panowie Dumas (1957) – o trzech Aleksandrach Dumasach
- Robert et Elizabeth Browning (1957) – o Robercie Browningu i Elizabeth Barrett Browning
- Adrianna, czyli życie pani de La Fayette (1961) – o Mme de La Fayette
- Prometeusz, albo życie Balzaca (1965) – o Balzaku

### Pozostałe biografie
- Lyautey (1931) – o marszałku Lyauteyu
- Édouard VII et son temps (1933)
- Alain (1949) – o profesorze Alaine
- La Vie de sir Alexander Fleming (1959) – o profesorze Flemingu

### Powieści i opowiadania
- Les Silences du colonel Bramble (1918) – zawiera też tłumaczenie wiersza Kiplinga Jeżeli
- Ni Ange ni bête (1919) – fikcja historyczna; Ni Anioł, Ni Zwierze, Mewa: Warszawa (1934).
- Les Discours du docteur O'Grady (1922) – w których występują postaci z Les Silences du colonel Bramble
- Bernard Quesnay (1922) – powieść wydana ponownie po poprawkach pod tytułem La Hausse et la Baisse
- La Hausse et la Baisse (1926) – powieść
- Le Chapitre suivant (1927) – pierwsza wersja powieści
- Klimaty (1928) – powieść
- Le Pays des trente-six mille volontés (1928) – opowiadania fantastyczne
- Le Côté de Chelsea (1932) – powieść
- Le Cercle de famille (1932) – powieść
- L'Instinct du bonheur (1934) – powieść
- Premiers contes (1935) – opowiadania
- La Machine à lire les pensées (1937) – opowiadania
- Terre promise (1946) – powieść
- Des mondes impossibles (1947) – opowiadania
- Les Roses de septembre (1956) – powieść
- Pour piano seul (1960) – opowiadania
- Le Chapitre suivant (1967) – 2 wersja powieści

### Prace historyczne
- Histoire d’Angleterre (1937) – Historia Anglii („Dzieje Anglii” wydanie drugie Warszawa 1946)
- L’Empire français (1939)
- Histoire des États-Unis (1943)
- Histoire de France (1947)
- Histoire de la France (1959)
- Les Deux Géants - Histoire des États-Unis et de l'U.R.S.S : De 1917 à nos jours (1962)

### Eseje
- Dialogue sur le commandement (1924)
- Raymond Woog (1927)

- Sentiments et coutumes (1934)
- Un art de vivre (1939) – eseje
- Sept visages de l'amour (1946)
- Rouen dévasté (1948)
- Ce que je crois (1951)
- Destins exemplaires (1952)
- Lecture, mon doux plaisir (1957)
- La Conversation (1964)
- Au commencement était l'action (1966)

### Inne prace
- Études anglaises (1927)
- The Art of Living
- Tragedy in France
- Chantiers américains (1931)
- États-Unis 1939 (1939)
- Mémoires - T.I Les années d'apprentissage - T.II Les années de travail (1942)
- Journal des États-Unis 1946 (1946)
- Nouveaux discours du Docteur O'Grady (1947)
- Femmes de Paris (1954)